# Coupe du monde de football des moins de 17 ans 2013
Navigation
Mexique 2011 Chili 2015
La Coupe du monde de football des moins de 17 ans 2013 est la quinzième édition de la Coupe du monde de football des moins de 17 ans et se déroule aux Émirats arabes unis du 17 octobre au 8 novembre 2013. Le pays organisateur a été choisi par le comité exécutif de la Fédération internationale de football association (FIFA) le 3 mars 2011.

## Villes et stades
- Abou Dabi, Stade Mohammed-Bin-Zayed
- Ras el Khaïmah, Stade Emirates Club
- Fujaïrah, Stade Fujaïrah Club
- Charjah, Stade Charjah
- Dubaï, Stade Al-Rashid
- Al Ain, Stade international Sheikh Khalifa

## Qualification
Outre les Émirats arabes unis, qualifiés d'office en tant que pays hôte, 23 équipes ont obtenu leur qualification sur le terrain.
| Confédération               | Tournoi qualificatif                                                                     | Qualifié(s)                                    |
| --------------------------- | ---------------------------------------------------------------------------------------- | ---------------------------------------------- |
| AFC (Asie)                  | Coupe d'Asie des nations de football des moins de 16 ans 2012                            | Iran Irak Japon Ouzbékistan                    |
| CAF (Afrique)               | Coupe d'Afrique des nations des moins de 17 ans 2013                                     | Tunisie Maroc Nigeria Côte d'Ivoire            |
| CONCACAF (Amérique du Nord) | Championnat d'Amérique du Nord, centrale et Caraïbe de football des moins de 17 ans 2013 | Canada Honduras Mexique Panama                 |
| CONMEBOL (Amérique du Sud)  | Championnat des moins de 17 ans de la CONMEBOL 2013                                      | Argentine Brésil Uruguay Venezuela             |
| OFC (Océanie)               | Tournoi qualificatif de l'OFC des moins de 17 ans 2013                                   | Nouvelle-Zélande                               |
| UEFA (Europe)               | Championnat d'Europe de football des moins de 17 ans 2013                                | Autriche Croatie Italie Russie Slovaquie Suède |
| Pays hôte                   | Pays hôte                                                                                | Émirats arabes unis                            |

## Phase finale

### Premier tour

#### Groupe A
| Rang | Équipe              | Pts | J | G | N | P | Bp | Bc | Diff |
| ---- | ------------------- | --- | - | - | - | - | -- | -- | ---- |
| 1    | Brésil              | 9   | 3 | 3 | 0 | 0 | 15 | 2  | +13  |
| 2    | Honduras            | 4   | 3 | 1 | 1 | 1 | 4  | 6  | -2   |
| 3    | Slovaquie           | 4   | 3 | 1 | 1 | 1 | 5  | 8  | -3   |
| 4    | Émirats arabes unis | 0   | 3 | 0 | 0 | 3 | 2  | 10 | -8   |

#### Groupe B
| Rang | Équipe           | Pts | J | G | N | P | Bp | Bc | Diff |
| ---- | ---------------- | --- | - | - | - | - | -- | -- | ---- |
| 1    | Uruguay          | 7   | 3 | 2 | 1 | 0 | 10 | 2  | +8   |
| 2    | Italie           | 6   | 3 | 2 | 0 | 1 | 3  | 2  | +1   |
| 3    | Côte d'Ivoire    | 4   | 3 | 1 | 1 | 1 | 4  | 2  | +2   |
| 4    | Nouvelle-Zélande | 0   | 3 | 0 | 0 | 3 | 0  | 11 | -11  |

#### Groupe C
| Rang | Équipe      | Pts | J | G | N | P | Bp | Bc | Diff |
| ---- | ----------- | --- | - | - | - | - | -- | -- | ---- |
| 1    | Maroc       | 7   | 3 | 2 | 1 | 0 | 7  | 3  | +4   |
| 2    | Ouzbékistan | 7   | 3 | 2 | 1 | 0 | 4  | 1  | +3   |
| 3    | Croatie     | 3   | 3 | 1 | 0 | 2 | 3  | 5  | -2   |
| 4    | Panama      | 0   | 3 | 0 | 0 | 3 | 2  | 7  | -5   |

#### Groupe D
| Rang | Équipe    | Pts | J | G | N | P | Bp | Bc | Diff |
| ---- | --------- | --- | - | - | - | - | -- | -- | ---- |
| 1    | Japon     | 9   | 3 | 3 | 0 | 0 | 6  | 2  | +4   |
| 2    | Tunisie   | 6   | 3 | 2 | 0 | 1 | 4  | 3  | +1   |
| 3    | Russie    | 3   | 3 | 1 | 0 | 2 | 4  | 2  | +2   |
| 4    | Venezuela | 0   | 3 | 0 | 0 | 3 | 2  | 9  | -7   |

#### Groupe E
| Rang | Équipe    | Pts | J | G | N | P | Bp | Bc | Diff |
| ---- | --------- | --- | - | - | - | - | -- | -- | ---- |
| 1    | Argentine | 7   | 3 | 2 | 1 | 0 | 7  | 3  | +4   |
| 2    | Iran      | 5   | 3 | 1 | 2 | 0 | 3  | 2  | +1   |
| 3    | Canada    | 2   | 3 | 0 | 2 | 1 | 3  | 6  | -3   |
| 4    | Autriche  | 1   | 3 | 0 | 1 | 2 | 4  | 6  | -2   |

#### Groupe F
| Rang | Équipe  | Pts | J | G | N | P | Bp | Bc | Diff |
| ---- | ------- | --- | - | - | - | - | -- | -- | ---- |
| 1    | Nigeria | 7   | 3 | 2 | 1 | 0 | 14 | 4  | +10  |
| 2    | Mexique | 6   | 3 | 2 | 0 | 1 | 5  | 7  | -2   |
| 3    | Suède   | 4   | 3 | 1 | 1 | 1 | 7  | 5  | +2   |
| 4    | Irak    | 0   | 3 | 0 | 0 | 3 | 2  | 12 | -10  |

#### Meilleurs troisièmes de groupe
| Groupe | Équipe        | Pts | J | G | N | P | Bp | Bc | Diff |
| ------ | ------------- | --- | - | - | - | - | -- | -- | ---- |
| F      | Suède         | 4   | 3 | 1 | 1 | 1 | 7  | 5  | +2   |
| B      | Côte d'Ivoire | 4   | 3 | 1 | 1 | 1 | 4  | 2  | +2   |
| A      | Slovaquie     | 4   | 3 | 1 | 1 | 1 | 5  | 8  | -3   |
| D      | Russie        | 3   | 3 | 1 | 0 | 2 | 4  | 2  | +2   |
| C      | Croatie       | 3   | 3 | 1 | 0 | 2 | 3  | 5  | -2   |
| E      | Canada        | 2   | 3 | 0 | 2 | 1 | 3  | 6  | -3   |

### Tableau final
|  | Huitièmes de finale         | Huitièmes de finale    |           |                        | Quarts de finale       | Quarts de finale      |           |  | Demi-finales       | Demi-finales       |  |  | Finale                 | Finale                 |
|  | Huitièmes de finale         | Huitièmes de finale    |           |                        | Quarts de finale       | Quarts de finale      |           |  | Demi-finales       | Demi-finales       |  |  | Finale                 | Finale                 |
|  |                             |                        |           |                        |                        |                       |           |  |                    |                    |  |  |                        |                        |
|  | 28 octobre — Charjah        | 28 octobre — Charjah   |           |                        | 1er novembre — Al Ain  | 1er novembre — Al Ain |           |  | 5 novembre — Dubaï | 5 novembre — Dubaï |  |  | 8 novembre — Abou Dabi | 8 novembre — Abou Dabi |
|  | 28 octobre — Charjah        | 28 octobre — Charjah   |           |                        | 1er novembre — Al Ain  | 1er novembre — Al Ain |           |  | 5 novembre — Dubaï | 5 novembre — Dubaï |  |  | 8 novembre — Abou Dabi | 8 novembre — Abou Dabi |
|  | Honduras                    | 1                      |           |                        | 1er novembre — Al Ain  | 1er novembre — Al Ain |           |  | 5 novembre — Dubaï | 5 novembre — Dubaï |  |  | 8 novembre — Abou Dabi | 8 novembre — Abou Dabi |
|  | Honduras                    | 1                      |           |                        | 1er novembre — Al Ain  | 1er novembre — Al Ain |           |  | 5 novembre — Dubaï | 5 novembre — Dubaï |  |  | 8 novembre — Abou Dabi | 8 novembre — Abou Dabi |
|  | Ouzbékistan                 | 0                      |           |                        | 1er novembre — Al Ain  | 1er novembre — Al Ain |           |  | 5 novembre — Dubaï | 5 novembre — Dubaï |  |  | 8 novembre — Abou Dabi | 8 novembre — Abou Dabi |
|  | Ouzbékistan                 | 0                      | Honduras  | 1                      |                        |                       |           |  | 5 novembre — Dubaï | 5 novembre — Dubaï |  |  | 8 novembre — Abou Dabi | 8 novembre — Abou Dabi |
|  | 28 octobre — Charjah        |                        | Honduras  | 1                      |                        |                       |           |  | 5 novembre — Dubaï | 5 novembre — Dubaï |  |  | 8 novembre — Abou Dabi | 8 novembre — Abou Dabi |
|  |                             | Suède                  | 2         |                        |                        |                       |           |  | 5 novembre — Dubaï | 5 novembre — Dubaï |  |  | 8 novembre — Abou Dabi | 8 novembre — Abou Dabi |
|  | Japon                       | Suède                  | 2         | 1                      |                        |                       |           |  | 5 novembre — Dubaï | 5 novembre — Dubaï |  |  | 8 novembre — Abou Dabi | 8 novembre — Abou Dabi |
|  | Japon                       | 2 novembre — Charjah   |           | 1                      |                        |                       |           |  | 5 novembre — Dubaï | 5 novembre — Dubaï |  |  | 8 novembre — Abou Dabi | 8 novembre — Abou Dabi |
|  | Suède                       | 2                      |           |                        |                        |                       |           |  | 5 novembre — Dubaï | 5 novembre — Dubaï |  |  | 8 novembre — Abou Dabi | 8 novembre — Abou Dabi |
|  | Suède                       | 2                      | Suède     | 0                      |                        |                       |           |  |                    |                    |  |  | 8 novembre — Abou Dabi | 8 novembre — Abou Dabi |
|  | 29 octobre — Ras el Khaïmah |                        | Suède     | 0                      |                        |                       |           |  |                    |                    |  |  | 8 novembre — Abou Dabi | 8 novembre — Abou Dabi |
|  |                             | Nigeria                | 3         |                        |                        |                       |           |  |                    |                    |  |  | 8 novembre — Abou Dabi | 8 novembre — Abou Dabi |
|  | Uruguay                     | Nigeria                | 3         | 4                      |                        |                       |           |  |                    |                    |  |  | 8 novembre — Abou Dabi | 8 novembre — Abou Dabi |
|  | Uruguay                     | 5 novembre — Abou Dabi |           | 4                      |                        |                       |           |  |                    |                    |  |  | 8 novembre — Abou Dabi | 8 novembre — Abou Dabi |
|  | Slovaquie                   | 2                      |           |                        |                        |                       |           |  |                    |                    |  |  | 8 novembre — Abou Dabi | 8 novembre — Abou Dabi |
|  | Slovaquie                   | 2                      | Uruguay   | 0                      |                        |                       |           |  |                    |                    |  |  | 8 novembre — Abou Dabi | 8 novembre — Abou Dabi |
|  | 29 octobre — Al Ain         |                        | Uruguay   | 0                      |                        |                       |           |  |                    |                    |  |  | 8 novembre — Abou Dabi | 8 novembre — Abou Dabi |
|  |                             | Nigeria                | 2         |                        |                        |                       |           |  |                    |                    |  |  | 8 novembre — Abou Dabi | 8 novembre — Abou Dabi |
|  | Nigeria                     | Nigeria                | 2         | 4                      |                        |                       |           |  |                    |                    |  |  | 8 novembre — Abou Dabi | 8 novembre — Abou Dabi |
|  | Nigeria                     | 2 novembre — Charjah   |           | 4                      |                        |                       |           |  |                    |                    |  |  | 8 novembre — Abou Dabi | 8 novembre — Abou Dabi |
|  | Iran                        | 1                      |           |                        |                        |                       |           |  |                    |                    |  |  | 8 novembre — Abou Dabi | 8 novembre — Abou Dabi |
|  | Iran                        | 1                      | Nigeria   | 3                      |                        |                       |           |  |                    |                    |  |  |                        |                        |
|  | 29 octobre — Dubaï          |                        | Nigeria   | 3                      |                        |                       |           |  |                    |                    |  |  |                        |                        |
|  |                             | Mexique                | 0         |                        |                        |                       |           |  |                    |                    |  |  |                        |                        |
|  | Argentine                   | Mexique                | 0         | 3                      |                        |                       |           |  |                    |                    |  |  |                        |                        |
|  | Argentine                   |                        |           | 3                      |                        |                       |           |  |                    |                    |  |  |                        |                        |
|  | Tunisie                     | 1                      |           |                        |                        |                       |           |  |                    |                    |  |  |                        |                        |
|  | Tunisie                     | 1                      | Argentine | 2                      |                        |                       |           |  |                    |                    |  |  |                        |                        |
|  | 29 octobre — Fujaïrah       |                        | Argentine | 2                      |                        |                       |           |  |                    |                    |  |  |                        |                        |
|  |                             | Côte d'Ivoire          | 1         |                        |                        |                       |           |  |                    |                    |  |  |                        |                        |
|  | Maroc                       | Côte d'Ivoire          | 1         | 1                      |                        |                       |           |  |                    |                    |  |  |                        |                        |
|  | Maroc                       | 1er novembre — Dubaï   |           | 1                      |                        |                       |           |  |                    |                    |  |  |                        |                        |
|  | Côte d'Ivoire               | 2                      |           |                        |                        |                       |           |  |                    |                    |  |  |                        |                        |
|  | Côte d'Ivoire               | 2                      | Argentine | 0                      |                        |                       |           |  |                    |                    |  |  |                        |                        |
|  | 28 octobre — Abou Dabi      |                        | Argentine | 0                      |                        |                       |           |  |                    |                    |  |  |                        |                        |
|  |                             | Mexique                | 3         |                        |                        |                       |           |  |                    |                    |  |  |                        |                        |
|  | Brésil                      | Mexique                | 3         | 3                      |                        |                       |           |  |                    |                    |  |  |                        |                        |
|  | Brésil                      |                        |           | 3                      |                        |                       |           |  |                    |                    |  |  |                        |                        |
|  | Russie                      | 1                      |           | Match pour la 3e place | Match pour la 3e place |                       |           |  |                    |                    |  |  |                        |                        |
|  | Russie                      | 1                      | Brésil    | Match pour la 3e place | Match pour la 3e place | 1 (10)                |           |  |                    |                    |  |  |                        |                        |
|  | 28 octobre — Abou Dabi      | 28 octobre — Abou Dabi | Brésil    | 8 novembre — Abou Dabi | 8 novembre — Abou Dabi | 1 (10)                |           |  |                    |                    |  |  |                        |                        |
|  | 28 octobre — Abou Dabi      | 28 octobre — Abou Dabi |           | 8 novembre — Abou Dabi | 8 novembre — Abou Dabi | Mexique               | 1 tab(11) |  |                    |                    |  |  |                        |                        |
|  | Italie                      | 0                      | Suède     | 4                      |                        | Mexique               | 1 tab(11) |  |                    |                    |  |  |                        |                        |
|  | Italie                      | 0                      | Suède     | 4                      |                        |                       |           |  |                    |                    |  |  |                        |                        |
|  | Mexique                     | 2                      |           | Argentine              | 1                      |                       |           |  |                    |                    |  |  |                        |                        |
|  | Mexique                     | 2                      |           | Argentine              | 1                      |                       |           |  |                    |                    |  |  |                        |                        |

### Huitièmes de finale
| 28 octobre 2013 | Italie | 0 - 2   | Mexique                | Stade Mohammed-Bin-Zayed, Abou Dabi           |                                               |
| 17:00 UTC+4     |        | (0 - 1) | Díaz 26e · Ochoa 90+3e | Spectateurs : 4 624 Arbitrage : Néstor Pitana | Spectateurs : 4 624 Arbitrage : Néstor Pitana |

| 28 octobre 2013 | Japon               | 1 - 2   | Suède                     | Stade Charjah, Charjah                        |                                               |
| 17:00 UTC+4     | Wahlqvist 56e (csc) | (0 - 2) | Berisha 11e · Engvall 36e | Spectateurs : 2 257 Arbitrage : Badara Diatta | Spectateurs : 2 257 Arbitrage : Badara Diatta |

| 28 octobre 2013 | Brésil                             | 3 - 1   | Russie        | Stade Mohammed-Bin-Zayed, Abou Dabi              |                                                  |
| 20:00 UTC+4     | Mosquito 72e · Boschilia 80e 90+3e | (0 - 0) | Makarov 90+1e | Spectateurs : 4 624 Arbitrage : Khalil Al Ghamdi | Spectateurs : 4 624 Arbitrage : Khalil Al Ghamdi |

| 28 octobre 2013 | Honduras   | 1 - 0   | Ouzbékistan | Stade Charjah, Charjah                         |                                                |
| 20:00 UTC+4     | Bodden 74e | (0 - 0) |             | Spectateurs : 2 257 Arbitrage : Pavel Královec | Spectateurs : 2 257 Arbitrage : Pavel Královec |

| 29 octobre 2013 | Uruguay                                         | 4 - 2   | Slovaquie                   | Stade Emirates Club, Ras el Khaïmah             |                                                 |
| 17:00 UTC+4     | Otormín 5e 58e · Méndez 34e (pen.) · Acosta 42e | (3 - 0) | Vestenický 63e · Siplak 85e | Spectateurs : 2 215 Arbitrage : Marco Rodríguez | Spectateurs : 2 215 Arbitrage : Marco Rodríguez |

| 29 octobre 2013 | Maroc            | 1 - 2   | Côte d'Ivoire                  | Stade Fujaïrah Club, Fujaïrah                 |                                               |
| 17:00 UTC+4     | Bnou Marzouk 60e | (0 - 1) | Kessié 4e (pen.) · Ahissan 75e | Spectateurs : 4 172 Arbitrage : Craig Thomson | Spectateurs : 4 172 Arbitrage : Craig Thomson |

| 29 octobre 2013 | Argentine                              | 3 - 1   | Tunisie        | Stade Al-Rashid, Dubaï                            |                                                   |
| 20:00 UTC+4     | Ferreyra 2e · Ibáñez 53e · Driussi 73e | (1 - 1) | Haj Hassen 43e | Spectateurs : 6 801 Arbitrage : Svein Oddvar Moen | Spectateurs : 6 801 Arbitrage : Svein Oddvar Moen |

| 29 octobre 2013 | Nigeria                                              | 4 - 1   | Iran           | Stade international Sheikh Khalifa, Al Ain  |                                             |
| 20:00 UTC+4     | Okon 23e · Iheanacho 25e · Muhammed 42e · Yahaya 76e | (3 - 0) | Gholizadeh 84e | Spectateurs : 6 825 Arbitrage : Héber Lopes | Spectateurs : 6 825 Arbitrage : Héber Lopes |

### Quarts de finale
| 1er novembre 2013 | Honduras      | 1 - 2   | Suède                   | Stade international Sheikh Khalifa, Al Ain        |                                                   |
| 17:00 UTC+4       | Velásquez 37e | (1 - 0) | Rakip 68e · Berisha 74e | Spectateurs : 7 028 Arbitrage : Abdulrahman Abdou | Spectateurs : 7 028 Arbitrage : Abdulrahman Abdou |

| 1er novembre 2013 | Brésil | 1 - 1             | Mexique                                                                                            | Stade Al-Rashid, Dubaï                            |                                                   |
| 20:00 UTC+4       | Nathan 85e | (0 - 0)           | Ochoa 80e                                                                                          | Spectateurs : 9 210 Arbitrage : Svein Oddvar Moen | Spectateurs : 9 210 Arbitrage : Svein Oddvar Moen |
| 20:00 UTC+4       | Mosquito · Nathan · Lucas · Danilo · Barbosa · Pereira · Thiago Maia · Joanderson · Eduardo · Marcos · Auro · Mosquito | Tirs au but 10–11 | Díaz · Ochoa · Rivas · Aguirre · Wbias · Granados · Tovar · Robles · Govea · Terán · Gudiño · Díaz | Spectateurs : 9 210 Arbitrage : Svein Oddvar Moen | Spectateurs : 9 210 Arbitrage : Svein Oddvar Moen |

| 2 novembre 2013 | Argentine               | 2 - 1   | Côte d'Ivoire     | Stade Charjah, Charjah                         |                                                |
| 17:00 UTC+4     | Ibáñez 6e · Moreira 33e | (2 - 0) | Kessié 78e (pen.) | Spectateurs : 8 288 Arbitrage : Wolfgang Stark | Spectateurs : 8 288 Arbitrage : Wolfgang Stark |

| 2 novembre 2013 | Uruguay | 0 - 2   | Nigeria         | Stade Charjah, Charjah                       |                                              |
| 20:00 UTC+4     |         | (0 - 1) | Awoniyi 18e 79e | Spectateurs : 8 288 Arbitrage : Jair Marrufo | Spectateurs : 8 288 Arbitrage : Jair Marrufo |

### Demi-finales
| 5 novembre 2013 | Argentine | 0 - 3   | Mexique                     | Stade Mohammed-Bin-Zayed, Abou Dabi             |                                                 |
| 17:00 UTC+4     |           | (0 - 2) | Ochoa 5e 21e · Granados 86e | Spectateurs : 5 621 Arbitrage : Gianluca Rocchi | Spectateurs : 5 621 Arbitrage : Gianluca Rocchi |

| 5 novembre 2013 | Suède | 0 - 3   | Nigeria                           | Stade Al-Rashid, Dubaï                      |                                             |
| 20:00 UTC+4     |       | (0 - 1) | Awoniyi 21e · Okon 80e · Ezeh 81e | Spectateurs : 8 800 Arbitrage : Héber Lopes | Spectateurs : 8 800 Arbitrage : Héber Lopes |

### Match pour la troisième place
| 8 novembre 2013 | Suède                               | 4 - 1   | Argentine       | Stade Mohammed-Bin-Zayed, Abou Dabi            |                                                |
| 17:00 UTC+4     | Berisha 7e 24e 57e · Strandberg 20e | (3 - 1) | Compagnucci 44e | Spectateurs : 20 018 Arbitrage : Badara Diatta | Spectateurs : 20 018 Arbitrage : Badara Diatta |

### Finale
| 8 novembre 2013 | Nigeria                                         | 3 - 0   | Mexique | Stade Mohammed-Bin-Zayed, Abou Dabi            |                                                |
| 20:00 UTC+4     | Aguirre 9e (csc) · Iheanacho 56e · Muhammed 81e | (1 - 0) |         | Spectateurs : 20 018 Arbitrage : Craig Thomson | Spectateurs : 20 018 Arbitrage : Craig Thomson |

| Coupe du monde de football des moins de 17 ans 2013 Nigeria 4e titre |

### Statistiques

#### Classement des buteurs
| 7 buts - Valmir Berisha 6 buts - Boschilia - Kelechi Iheanacho 5 buts - Nathan - Tomáš Vestenický 4 buts - Joaquín Ibáñez - Mosquito - Iván Ochoa - Taiwo Awoniyi - Musa Yahaya - Franco Acosta - Leandro Otormín 3 buts - Ryoma Watanabe - Karim Achahbar - Younes Bnou Marzouk - Musa Muhammed - Gustav Engvall 2 buts - Sebastián Driussi - Germán Ferreyra - Matías Sánchez - Nikola Zivotic - Caio - Jordan Hamilton - Jorge Bodden - Brayan Velásquez - Luca Vido - Moussa Bakayoko - Franck Kessié - Alejandro Díaz - Ulises Jaimes - Success Isaac - Chidiebere Nwakali - Samuel Okon - Aleksandr Makarov - Ramil Sheidaev - Kevin Méndez | 1 but - Lucio Compagnucci - Rodrigo Moreira - Leonardo Suárez - Sascha Horvath - Tobias Pellegrini - Gabriel - Joanderson - Elias Roubos - Junior Ahissan - Aboubakar Keita - Meïté Yakou - Alen Halilović - Robert Murić - Ante Roguljić - Jeffri Flores - Fredy Medina - Ali Gholizadeh - Mostafa Hashemi - Amir Hossein Karimi - Yousef Seyyedi - Mohammed Salam - Sherko Kareem - Vittorio Parigini - Daisuke Sakai - Taro Sugimoto - Kosei Uryu | 1 but - Nabil Jaadi - Hamza Sakhi - José Almanza - Marco Granados - Ulises Rivas - Chidera Ezeh - Chigozi Obasi - Werner Wald - Ervin Zorilla - Aleksandr Golovine - Denis Vavro - Michal Siplak - Mirza Halvadžić - Erdal Rakip - Anton Salétros - Carlos Strandberg - Ali Suljić - Mohamed Ben Larbi - Mohamed Dräger - Maher Gabsi - Hazem Haj Hassen - Chiheb Jbeli - Alameri Zayed - Khaled Khalfan - Marcio Benítez - Joel Bregonis - Facundo Ospitaleche - Franco Pizzichillo - Shohjahon Abbasov - Rustamjon Ashurmatov - Jamshid Boltaboev - José Caraballo - José Márquez 1 but contre son camp - Duje Ćaleta-Car (contre Ouzbékistan) - Érick Aguirre (contre Nigeria) - Linus Wahlqvist (contre Japon) |

### Récompenses
| Ballon d'or       | Ballon d'argent   | Ballon de bronze  |
| ----------------- | ----------------- | ----------------- |
| Kelechi Iheanacho | Nathan            | Iván Ochoa        |
| Soulier d'or      | Soulier d'argent  | Soulier de bronze |
| Valmir Berisha    | Kelechi Iheanacho | Boschilia         |
| 7 buts            | 6 buts            | 6 buts            |
| Gant d'or         |                   |                   |
| Dele Alampasu     |                   |                   |
| Prix du Fair-play |                   |                   |
| Nigeria           |                   |                   |